# Boundary Peak
Boundary Peak je s nadmořskou výškou 4 005 metrů nejvyšší hora státu Nevada. Leží na jihozápadě Nevady, na hranici s Kalifornií, v Esmeralda County.
Boundary Peak leží v nejsevernější části pohoří White Mountains. Hora má prominenci pouze 77 metrů a je druhotným vrcholem kalifornské hory Montgomery Peak (4 099 m).
Nejvyšší samostatnou horou v Nevadě je tak Wheeler Peak, ležící na východě Nevady, v Národním parku Great Basin.